# 아르흐 만수리
아르흐 만수리(1980년 11월 8일~)는 미국 디자이너이자 의상 디자이너이다. 그녀의 작품은 Vogue, Elle, WWD, Marie Claire, InStyle 등과 같은 잡지에서 다루었다.